# Strzałka łuku

Konstrukcyjne wyznaczenie strzałki

Strzałka łuku – odcinek stanowiący różnicę promienia koła prostopadłego do cięciwy ograniczającej odcinek koła oraz wysokości trójkąta wyznaczonego przez ramiona kąta środkowego i tę cięciwę. 

## Wzory
Powyższą definicję można zapisać wzorem:
{\displaystyle t=R-a}
gdzie 
t – strzałka,
R – promień,
a – odcinek zaznaczony na rysunku.
Po zastosowaniu twierdzenia Pitagorasa otrzymujemy:
{\displaystyle t=R-{\sqrt {R^{2}-c^{2}}}}
gdzie  2c jest cięciwą.
Strzałka może być wyznaczona również ze wzorów:
{\displaystyle {\begin{aligned}&t=R\left(1-\cos {\frac {\alpha }{2}}\right)\\&t=c\cdot \operatorname {tg} {\frac {\alpha }{4}}\\\end{aligned}}}
gdzie α jest kątem środkowym, jak na rysunku.
Aby określić przybliżoną wartość strzałki dla sytuacji, gdy długość cięciwy jest bardzo mała w porównaniu z promieniem, można powyższą funkcję t(c) rozwinąć w szereg Maclaurina, w wyniku czego otrzymuje się:
{\displaystyle t={\frac {c^{2}}{2R}}}